# Half-pipe masculin de ski acrobatique aux Jeux olympiques de 2022
Navigation
Pyeongchang 2018 Milan-Cortina 2026
Le half-pipe masculin des Jeux olympiques d'hiver de 2022 a lieu les 17 février 2022 et 19 février 2022  au Genting Secret Garden à Zhangjiakou. Il s'agit de la troisième apparition de cette épreuve aux Jeux olympiques d'hiver.
Le podium est constitué des mêmes athlètes que l'édition précédente : Nico Porteous de la Nouvelle-Zélande, médaillé de bronze en 2018, remporte la compétition, David Wise des États-Unis, vainqueur des deux premiers jeux olympiques, termine second et Alex Ferreira des États-Unis, médaillé d'argent en 2018, complète le podium.

## Qualification
Pour être admis au jeux olympiques, un athlète doit remplir trois conditions en plus des critères d'âge et médicaux :
- Comptabilisé 50 points au classement FIS de la discipline au 17 janvier 2022,
- Être classé dans le top 30 d'une épreuve comptant pour la Coupe du monde ou aux Championnats du monde,
- Un maximum de quatre athlètes de même nationalité est admis.

un total de 25 athlètes remplissent ces conditions. mais finalement que 23 participeront aux jeuxx.

## Calendrier
| Date            | Manche         | Horaire | Horaire |
| --------------- | -------------- | ------- | ------- |
| 17 février 2022 | Qualifications | 12h30   |         |
| 19 février 2022 | Finale         | 9h30    |         |

## Médaillés
| Or                               | Argent                  | Bronze                     |
| Nico Porteous (Nouvelle-Zélande) | David Wise (États-Unis) | Alex Ferreira (États-Unis) |

## Résultats

### Qualification
Vingt-trois concurrents sont au départ et chacun a le droit à deux passages. Seul le meilleur est comptabilisé et les douze meilleurs sont qualifiés pour la finale.
| Rang | Dossard | Athlète           | Nationalité      | 1er passage | 2e passage | Meilleur | Notes |
| ---- | ------- | ----------------- | ---------------- | ----------- | ---------- | -------- | ----- |
| 1    | 2       | Aaron Blunck      | États-Unis       | 26.25       | 92.00      | 92.00    | Q     |
| 2    | 4       | Nico Porteous     | Nouvelle-Zélande | 75.50       | 90.50      | 90.50    | Q     |
| 3    | 19      | Birk Irving       | États-Unis       | 83.25       | 89.75      | 89.75    | Q     |
| 4    | 23      | David Wise        | États-Unis       | 88.75       | 89.00      | 89.00    | Q     |
| 5    | 3       | Brendan MacKay    | Canada           | 87.25       | 85.00      | 87.25    | Q     |
| 6    | 1       | Noah Bowman       | Canada           | 78.25       | 85.50      | 85.50    | Q     |
| 7    | 5       | Alex Ferreira     | États-Unis       | 84.25       | 69.50      | 84.25    | Q     |
| 8    | 16      | Simon d'Artois    | Canada           | 82.50       | 68.25      | 82.50    | Q     |
| 9    | 12      | Miguel Porteous   | Nouvelle-Zélande | 81.00       | 31.75      | 81.00    | Q     |
| 10   | 7       | Kevin Rolland     | France           | 65.25       | 75.25      | 75.25    | Q     |
| 11   | 15      | Robin Briguet     | Suisse           | 72.25       | 3.00       | 72.25    | Q     |
| 12   | 6       | Gus Kenworthy     | Grande-Bretagne  | 8.50        | 70.75      | 70.75    | Q     |
| 13   | 14      | Ben Harrington    | Nouvelle-Zélande | 69.25       | 23.50      | 69.25    |       |
| 14   | 22      | Mao Bingqiang     | Chine            | 62.75       | 66.25      | 66.25    |       |
| 15   | 9       | Rafael Kreienbühl | Suisse           | 60.50       | 4.00       | 60.50    |       |
| 16   | 20      | Lee Seung-hoon    | Corée du Sud     | 49.75       | 56.75      | 56.75    |       |
| 17   | 10      | Marco Ladner      | Autriche         | 53.50       | 6.50       | 53.50    |       |
| 18   | 11      | Sun Jingbo        | Chine            | 4.25        | 48.75      | 48.75    |       |
| 19   | 21      | Gustav Legnavsky  | Nouvelle-Zélande | 48.25       | 40.75      | 48.25    |       |
| 20   | 8       | Brendan Newby     | Irlande          | 10.75       | 47.00      | 47.00    |       |
| 21   | 13      | He Binghan        | Chine            | 45.00       | 17.75      | 45.00    |       |
| 22   | 17      | Wang Haizhuo      | Chine            | 37.00       | 9.25       | 37.00    |       |
| 23   | 18      | Jon Sallinen      | Finlande         | 18.00       | 18.50      | 18.50    |       |

### Finale
Les douze concurrents ont le droit à trois passages et seul le meilleur est retenu pour la note finale.
| Rang                                | Dossard | Athlète         | Nationalité      | 1er passage | 2e passage | 3e passage | Meilleur |                                |    |               |                  |       |       |      |       |
| ----------------------------------- | ------- | --------------- | ---------------- | ----------- | ---------- | ---------- | -------- | ------------------------------ | -- | ------------- | ---------------- | ----- | ----- | ---- | ----- |
| Rang                                | Dossard | Athlète         | Nationalité      | 1er passage | 2e passage | 3e passage | Meilleur | Médaille d'or, Jeux olympiques | 11 | Nico Porteous | Nouvelle-Zélande | 93.00 | 30.75 | 9.25 | 93.00 |
| Médaille d'argent, Jeux olympiques  | 9       | David Wise      | États-Unis       | 90.75       | 7.75       | 40.00      | 90.75    |                                |    |               |                  |       |       |      |       |
| Médaille de bronze, Jeux olympiques | 6       | Alex Ferreira   | États-Unis       | 86.75       | 83.75      | 67.75      | 86.75    |                                |    |               |                  |       |       |      |       |
| 4                                   | 7       | Noah Bowman     | Canada           | 84.25       | 84.75      | 21.25      | 84.75    |                                |    |               |                  |       |       |      |       |
| 5                                   | 10      | Birk Irving     | États-Unis       | 80.00       | 32.50      | 48.00      | 80.00    |                                |    |               |                  |       |       |      |       |
| 6                                   | 3       | Kevin Rolland   | France           | 54.75       | 77.25      | 79.25      | 79.25    |                                |    |               |                  |       |       |      |       |
| 7                                   | 12      | Aaron Blunck    | États-Unis       | 70.25       | 78.25      | 13.50      | 78.25    |                                |    |               |                  |       |       |      |       |
| 8                                   | 1       | Gus Kenworthy   | Grande-Bretagne  | 17.50       | 3.75       | 71.25      | 71.25    |                                |    |               |                  |       |       |      |       |
| 9                                   | 8       | Brendan MacKay  | Canada           | 4.00        | 65.50      | 27.00      | 65.50    |                                |    |               |                  |       |       |      |       |
| 10                                  | 5       | Simon d'Artois  | Canada           | 7.25        | 7.00       | 63.75      | 63.75    |                                |    |               |                  |       |       |      |       |
| 11                                  | 4       | Miguel Porteous | Nouvelle-Zélande | 63.50       | 4.25       | 30.50      | 63.50    |                                |    |               |                  |       |       |      |       |
| 12                                  | 2       | Robin Briguet   | Suisse           | 21.75       | 6.75       | 3.00       | 21.75    |                                |    |               |                  |       |       |      |       |